# 메건 닉
메건 닉(영어: Megan Nick, 1996년 7월 9일~)은 미국의 프리스타일 스키 선수로 주 종목은 에어리얼이다. 2022년 동계 올림픽 여자 에어리얼 종목에서 동메달을 획득했다.